# 于讷河畔圣莫里斯
于讷河畔圣莫里斯（法語：Saint-Maurice-sur-Huisne，法語發音：[sɛ̃ moʁis syʁ ɥin] ⓘ）是法国奥恩省的一个旧市镇，位于该省东南部，属于莫尔塔涅欧佩什区。2016年1月1日，于讷河畔圣莫里斯和相邻的另外3个市镇合并为新市镇于讷河畔库尔莫日（Cour-Maugis sur Huisne）。

## 地理
于讷河畔圣莫里斯（48°26'31"N, 0°41'57"E）面积4.42 平方千米，位于法国诺曼底大区奧恩省，该省份为法国西北部内陆省份，北起顺时针与卡爾瓦多斯省、厄尔省、厄尔-卢瓦省、萨尔特省、马耶讷省和芒什省接壤。
与于讷河畔圣莫里斯接壤的市镇（或旧市镇、城区）包括：于讷河畔贝卢、科洛纳尔-科吕贝尔、库尔瑟罗、迈松莫日。
于讷河畔圣莫里斯的时区为UTC+01:00、UTC+02:00（夏令时）。

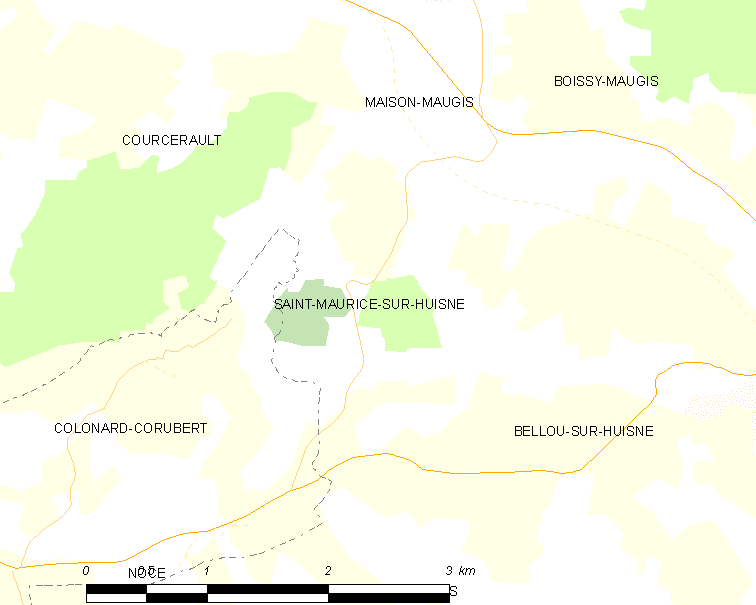
于讷河畔圣莫里斯的OSM定位图

## 行政
于讷河畔圣莫里斯的邮政编码为61110，INSEE市镇编码为61430。

## 政治
于讷河畔圣莫里斯所属的省级选区为布勒通塞勒县。

## 人口

1962-2008年间于讷河畔圣莫里斯人口变化图示

于讷河畔圣莫里斯于2013时的人口数量为71人。